# Barrio 19
Barrio 19 var en TV-serie som visades på MTV 2006. Den avbildade gatu- och undergroundlivsstilen från städer som Tokyo, Paris, Berlin, London, Osaka, Hamburg, Mexico City, Rio de Janeiro och São Paulo.